# Gō Nakajima
Gō Nakajima (jap. 中島 剛, Nakajima Gō) ist ein japanischer Pianist.

## Leben und Karriere
Er absolvierte die „Tōhō-Musikhochschule“ (東邦音楽大学, Tōhō ongaku daigaku, engl. Toho College of Music) in Kawagoe als Bester seines Jahrgangs und studierte ab 1996 an der Franz-Liszt-Musikakademie in Budapest. Zu seinen Lehrern zählen die Pianisten Kálmán Dráfi, István Lantos und Prof. Viktor Teuflmayr. 1998 gewann er den Dr. Josef-Dichler-Klavierwettbewerb.
1999 gab er sein erstes Solokonzert, und 2002 unternahm er eine Konzerttournee durch Europa und Japan mit einem ausschließlich aus Kompositionen von Franz Liszt bestehenden Programm. Im Juni 2006 nahm er an dem von Ryuichi Sakamoto produzierten ersten Lohas Classic Concert teil. 2008 Veröffentlichung der ersten Solo-CD namens Summer Sketch.